# Округ Сент Клер (Алабама)
Округ Сент Клер (енгл. St. Clair County) је округ у америчкој савезној држави Алабама. По попису из 2010. године број становника је 83.593. Седишта округа су градови Ешвил и Пел Сити.

## Демографија
Према попису становништва из 2010. у округу је живело 83.593 становника, што је 18.851 (29,1%) становника више него 2000. године.
| Група             | 2000.          | 2010.          |
| Белци             | 57.917 (89,5%) | 72.947 (87,3%) |
| Афроамериканци    | 5.263 (8,1%)   | 7.150 (8,6%)   |
| Азијати           | 112 (0,2%)     | 518 (0,6%)     |
| Хиспаноамериканци | 686 (1,1%)     | 1.716 (2,1%)   |
| Укупно            | 64.742         | 83.593         |